# 평화의숲
평화의숲은 숲만들기를 통해 글로벌 평화운동을 하는 시민단체이다. 접경지역 산림생태계 복원을 통한 평화산림이니셔티브의 실현(PFI), 산림생태계 공존 가치 확산, 남북산림협력사업을 통해 인간과 자연의 평화와 공존을 이루고자 한다.

## 주요 사업
- Since / 1999년 4월 26일 창립이후 한반도 산립복원을 위해 노력해왔다
- Future / 2020년 다음세대를 위해 새롭게 시작한다
- Mission / 다음세대를 위해 인류의 공존과 화합, 자연과 인간의 공생을 추구한다
- Vision / 숲을 매개로 다양한 이해관계자의 참여화 파트너십을 통해 미션을 달성한다